# Лаиш
Лаиш (узб. Loyish / Лойиш) — городской посёлок в Самаркандской области Узбекистана, административный центр Акдарьинского района.

## История
Основан в 1920 году. Статус посёлка городского типа — с 1984 года. Расположен в 36 км от железнодорожной станции Самарканд.

## Население
| 1989 | 2001  | 2010   |
| ---- | ----- | ------ |
| 9776 | 11500 | 12 769 |